# Понделово
По́нделово (фин. Pontila) — деревня в Котельском сельском поселении Кингисеппского района Ленинградской области.

## История
Упоминается как деревня Pondino by в Толдожском погосте в шведских «Писцовых книгах Ижорской земли» 1618—1623 годов.
На карте Ингерманландии А. И. Бергенгейма, составленной по шведским материалам 1676 года, она обозначена как деревня Pondilla.
На шведской «Генеральной карте провинции Ингерманландии» 1704 года — также Pondilla.
На карте Санкт-Петербургской губернии Ф. Ф. Шуберта 1834 года упоминается как деревня Понделева.

ПОНДЕЛОВО — деревня принадлежит графине Завадовской, число жителей по ревизии: 38 м. п., 34 ж. п. (1838 год)

На этнографической карте Санкт-Петербургской губернии П. И. Кёппена 1849 года она обозначена как деревня «Pontila», расположенная в ареале расселения води. В пояснительном тексте к этнографической карте она записана как деревня Pontila (Понделево, Пондилово) и указано количество её жителей на 1848 год: савакотов — 2 м. п., 3 ж. п., всего 5 человек, води — 34 м. п., 30 ж. п., всего 64 человека.
Согласно карте профессора С. С. Куторги 1852 года деревня называлась Понделева.

ПОНДЕЛОВО — деревня графа Заводовского, 10 вёрст по почтовой, а остальное по просёлкам, число дворов — 12, число душ — 41 м. п. (1856 год)

ПОНДИЛОВО — деревня, число жителей по X-ой ревизии 1857 года: 39 м. п., 28 ж. п., всего 67 чел.

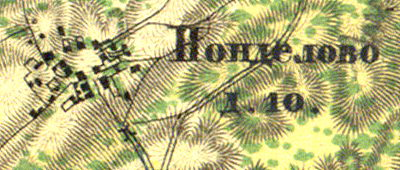
Деревня Понделово на карте 1860 года

Согласно «Топографической карте частей Санкт-Петербургской и Выборгской губерний» в 1860 году деревня назывась Понделово насчитывала 10 крестьянских дворов.

ПОНДЕЛЕВО — деревня владельческая при колодцах, число дворов — 12, число жителей: 38 м. п., 31 ж. п. (1862 год)

В 1874—1875 годах временнообязанные крестьяне деревни Панделево выкупили свои земельные наделы у А. Я. Сафонова и стали собственниками земли.

ПОНДИЛОВО — деревня, по земской переписи 1882 года: семей — 18, в них 57 м. п., 58 ж. п., всего 115 чел.

ПОНДИЛОВО — деревня, число хозяйств по земской переписи 1899 года — 20, число жителей: 56 м. п., 66 ж. п., всего 122 чел.;
 разряд крестьян: бывшие владельческие; народность: русская — 8 чел., финская — 51 чел., смешанная — 63 чел.

В конце XIX — начале XX века деревня административно относилась к Котельской волости 2-го стана Ямбургского уезда Санкт-Петербургской губернии. Население деревни было смешанным — водско-русским.
С 1917 по 1927 год деревня Понделево входила в состав Великинского сельсовета Котельской волости Кингисеппского уезда.
Согласно данным переписи населения СССР 1926 года в деревне Понделево проживали 107 человек, все русские.
С 1927 года в составе Котельского района.
В 1928 году население деревни Понделево также составляло 107 человек.
С 1931 года в составе Кингисеппского района.
По данным 1933 года деревня Понделово входила в состав Великинского сельсовета Кингисеппского района.

План деревни Понделово. 1938 год

Согласно топографической карте 1938 года деревня насчитывала 27 дворов.
C 1 августа 1941 года по 31 января 1944 года деревня находилась в оккупации.
В 1958 году население деревни Понделево составляло 72 человека.
По данным 1966 и 1973 годов деревня Понделово также находилась в составе Великинского сельсовета.
По данным 1990 года деревня Понделово входила в состав Котельского сельсовета.
В 1997 году в деревне Понделово проживали 22 человека, в 2002 году — 21 человек (русские — 95 %), в 2007 году — 9.

## География
Деревня расположена в северной части района на автодороге 41К-607 (подъезд к дер. Понделово), к северу от автодороги А180 (E 20) (Санкт-Петербург — Ивангород — граница с Эстонией) «Нарва».
Расстояние до административного центра поселения — 15 км.
Расстояние до ближайшей железнодорожной платформы Кямиши — 4 км.

## Демография
| 1838 | 1848 | 1857 | 1862 | 1882 | 1899 | 1997 |
| ---- | ---- | ---- | ---- | ---- | ---- | ---- |
| 72   | ↘69  | ↘67  | ↗69  | ↗115 | ↗122 | ↘22  |
| 2007 | 2010 | 2017 |      |      |      |      |
| ↘9   | ↗11  | ↘6   |      |      |      |      |

### Национальный состав
Согласно данным Всероссийской переписи населения 2021 года в деревне проживали 14 человек, из них:
 русские — 13, азербайджанцы — 1 человек.